# Satmex

Satmex (Satelites Mexicanos SA de CV) — колишня мексиканська комерційна компанія, що надавала послуги супутникових телекомунікаційних систем на американських континентах. 2014 року її придбала за 831 млн доларів компанія Eutelsat.

## Історія компанії
1982 року Секретаріат транспорту та зв'язку Мексики (ісп. Secretaría de Comunicaciones y Transportes) оголосив проєкт розробки мексиканської геостаціонарної супутникової системи «Morelos».
17 червня 1985 року з космодрому Бази ВПС США на мисі Канаверал запущено телекомунікаційний супутник «Morelos-I». Також у ході підготовки програми збудовано центр управління польотами у Мехіко — центр управління Італапа (англ. Iztapalapa Control Center). 27 листопада 1985 року відбувається пуск другого супутника програми — «Morelos-II».
1989 року для забезпечення функції оператора супутникової системи Morelos секретаріат створює державну компанію «Telecomm» (англ. Mexico Telecommunications).
У травні 1991 року компанія «Telecomm» розпочинає розробку супутникової платформи «Солідаридад» (англ. Solidaridad).
19 листопада 1993 року з космодрому Куру запущено ракету-носій Аріан-4 з космічним апаратом «Solidaridad-1». 1994 року запущено другий супутник системи «Солідаридад» — «Solidaridad-2».
Від 1995 до 1996 року йде процес приватизації одного зі секторів компанії «Telecomm» — відділення фіксованих супутникових послуг (англ. Fixed Satellite Services sector of Telecomm). Після приватизації відділення компанії отримало нову назву — SATMEX.
2014 року її придбала за 831 млн доларів компанія Eutelsat, яка зараз керує трьома супутниками, якими раніше керувала компанія Satmex.

## Інфраструктура
Компанія мала у розпорядженні два центри забезпечення та контролю супутникових систем у Мехіко та в Ермосійо.

## Супутникові системи
| Супутникові системи SATMEX | Супутникові системи SATMEX | Супутникові системи SATMEX | Супутникові системи SATMEX                            |
| Назва супутника            | Дата запуску               | Стан                       | Точка стояння                                         |
| -------------------------- | -------------------------- | -------------------------- | ----------------------------------------------------- |
| Morelos I                  | 17 червня 1985             | неактивний                 | 0° пн. ш. 113° зх. д. / 0° пн. ш. 113° зх. д.         |
| Morelos II                 | 27 листопада 1985          | неактивний                 | 0°00′ пн. ш. 116°48′ зх. д. / 0° пн. ш. 116.8° зх. д. |
| Solidaridad I              | 17 листопада 1993          | неактивний                 | 0°00′ пн. ш. 109°12′ зх. д. / 0° пн. ш. 109.2° зх. д. |
| Solidaridad II             | 17 жовтня 1994             | неактивний                 | 0°00′ пн. ш. 114°54′ зх. д. / 0° пн. ш. 114.9° зх. д. |
| Satmex-5                   | 5 грудня 1998              | діє                        | 0°00′ пн. ш. 116°48′ зх. д. / 0° пн. ш. 116.8° зх. д. |
| Satmex-6                   | 27 травня 2006             | діє                        | 0° пн. ш. 113° сх. д. / 0° пн. ш. 113° сх. д.         |
| Satmex-8                   | 26 березня 2013            | діє                        | 0°00′ пн. ш. 116°48′ сх. д. / 0° пн. ш. 116.8° сх. д. |
| Satmex-7                   | 2 березня 2015             | діє                        |                                                       |
| Satmex-9                   | 15 червня 2016             | діє                        |                                                       |